# Macrotylus tristis
Macrotylus tristis är en insektsart som beskrevs av Philip Reese Uhler 1890. Macrotylus tristis ingår i släktet Macrotylus och familjen ängsskinnbaggar. Inga underarter finns listade i Catalogue of Life.